# Bretesuchus
Bretesuchus bonapartei
Genre
Espèce
Bretesuchus est un genre éteint de crocodyliformes, un clade qui comprend les crocodiliens modernes et leurs plus proches parents fossiles. Il est rattaché au sous-ordre des Notosuchia (ou notosuchiens en français) et aux clades des Ziphosuchia et des Sebecosuchia et, plus précisément à la famille des Sebecidae.
Une seule espèce est rattachée au genre, Bretesuchus bonapartei, décrite par Zulma Gasparini, Marta Fernández (d) et Jaime Powell (d) en 1993.

## Étymologie
Son nom de genre Bretesuchus est composé du nom de la localité d'« el Brete » dans la province de Salta dans le Nord-Ouest de l'Argentine où a été découvert l'holotype, et du mot du grec ancien σοῦχος Soũkhos, « crocodile », pour donner « crocodile d'el Brete ». Le nom d'espèce bonapartei honore le célèbre paléontologue argentin José Bonaparte.

## Découverte et datation
Ses fossiles ont été découverts dans des sédiments du Paléocène supérieur de la formation géologique de Maíz Gordo dans la province de Salta au nord-ouest de l'Argentine. Ces niveaux stratigraphiques datent du  Thanétien, soit il y a environ entre 59,2 et 56,0 millions d'années.

## Description
Comme les autres sébécosuchiens, c'est un carnivore terrestre avec un avant du crâne étroit, comprimé latéralement, un os prémaxillaire courbé et des dents hétérodontes.
La partie préservée du crâne mesure 60 centimètres de long,. La longueur totale de l'animal est évaluée à près de 4 mètres, ce qui fait de lui l'un des plus grands sébécidés connus après Barinasuchus,.

## Classification
En 1993, les inventeurs du genre ont placé Bretesuchus dans sa propre famille, les Bretesuchidae, où l'a rejoint en 2007 le genre Zulmasuchus, avant que la famille des Bretesuchidae soit mise en synonymie avec celle des Sebecidae, à laquelle appartiennent ces deux genres aujourd’hui.
En 2014, Diego Pol (d) et ses collègues conduisent une synthèse phylogénétique, intégrant les nombreux nouveaux genres et espèces découverts au début des années 2010. Elle compile plusieurs études phylogénétiques antérieures pour aboutir à une matrice incluant 109 Crocodyliformes et genres proches dont 412 caractères morphologiques sont étudiés. Les Notosuchia selon D. Pol et al. regroupent 45 genres et 54 espèces. Dans leur cladogramme, Barinasuchus est classé comme un Sebecosuchia de la famille des Sebecidae, en groupe frère avec le genre Ayllusuchus.